# Década de 2000 em Angola
Angola do pós-guerra (2002-atualidade), demonstra um desenvolvimento desigual, onde a parte centro e sul do país ganha mais obras e infraestruturas em relação ao norte.
As eleições de 2008 serviram para confirmar mais uma vez a vitória do Partido no Poder (MPLA), que obteve uma maioria esmagadora. Apesar de alguns erros, as mesmas foram consideradas livres e justas.

## 2008
Apesar da queda no preço do petróleo, no início de 2008, Angola tomou o lugar da Nigéria como o maior produtor de petróleo da África sub-saariana.